# Short Empire
Short Empire je bil štirimotorni leteči čoln, ki so ga zasnovali v Britaniji v 1930ih. Uporabljal se je zračni prevoz med britanskimi kolonijam v Afriki, Aziji, Avstraliji in tudi za lete v ZDA. Vzporedno s Empire-om so razvijali malce večjega patruljnega bombnika Short Sunderland in prototipnega Short Mayo Composite.
Prvi model S.23 je imel 5-člansko posadko in je lahko prevažal 17 potnikov in 2 toni tovora. Potovalna hitrost je bila 320 km/h.

## Specifikacije (Shorts S.23)
Podatki iz The Encyclopedia of World Aircraft
Splošne karakteristike
- Dolžina: 88 ft (26,82m)
- Razpon kril: 114 ft (34,75 m)
- Višina: 31 ft 9¾ in (9,70 m)
- Površina kril: 1500 ft² (139,35 m²)
- Teža praznega letala: 23500 lb (10659 kg)
- Maks. vzletna teža: 40500 lb (18370 kg)
- Pogon letala: 4 ×  radialni motor Bristol Pegasus, 920 KM (696 kW)  vsak

 Zmogljivost 
- Maks. hitrost: 200 mph (322 km/h)
- Doseg: 760 milj (1223 km)
- Višina leta: 20000 ft (6100 m)